# Eduard Krüger (Musikhistoriker)
Eduard Krüger (* 9. Dezember 1807 in Lüneburg; † 8. November 1885 in Göttingen) war ein deutscher Musikwissenschaftler, Komponist und Philologe.

## Leben
Krüger promovierte 1830 an der Universität Göttingen und vertiefte seine Studien anschließend in Berlin. 1832 erhielt er eine Anstellung als Hilfslehrer am Gymnasium in Emden, wo er bald darauf Rektor wurde, unterbrochen von einer kurzen Anstellung am Alten Gymnasium in Göttingen.
Ab 1838 korrespondierte er mit Robert Schumann, der ihn als gewandten Schriftsteller schätzte und als Mitarbeiter für seine Neue Zeitschrift für Musik gewann. Der Briefwechsel endete abrupt, nachdem Krüger 1851 Schumanns Oper Genoveva kritisiert hatte.
Im öffentlichen Meinungsstreit zwischen Oswald Lorenz, Pseudonym Hans Grobgedakt, zum Thema „Orgelton und Orgelspiel“ mit der Hauptfrage
„Biegsamkeit des Orgeltones“ bzw. nach einem  „Bedürfnis wesentlicher Änderungen des Orgeltones“, ergriff Krüger Partei für Lorenz, den er zwar persönlich nicht kannte, der jedoch auch Beiträge für die Neue Zeitschrift für Musik schrieb.
Von 1852 bis 1859 war Krüger in Aurich Oberinspektor des Schulwesens für ganz Ostfriesland.
1859 fand er eine Anstellung als „Hilfsarbeiter“ an der Bibliothek der Universität Göttingen und erhielt dort schließlich 1862 eine Professur mit dem Lehrgebiet „Theorie und Geschichte der Musik“. Sein bedeutendster Student war Hugo Riemann, der 1873 bei ihm promovierte. Hier begann er auch 1876 in Zusammenarbeit mit seinem Kollegen Ludwig Schöberlein und dem Pfarrer Max Herold die Herausgabe der Zeitschrift Siona. Monatschrift für Liturgie und Kirchenmusik.

## Werke (Auswahl)
- De Musicis graecorum organis circa Pindari tempora florentibus, Diss. phil. Göttingen 1830
- Grundriß der Metrik antiker und moderner Sprachen, Emden 1838
- Beiträge für Leben und Wissenschaft der Tonkunst, Leipzig: Breitkopf & Härtel 1847 (Digitalisat)
- System der Tonkunst, Leipzig 1866 (Digitalisat)
- Musikalische Psychologie nach Anleitung von Gervinus’ Buch „Händel und Shakespeare“, Leipzig: Breitkopf & Härtel 1868
- Musikalische Briefe aus der neuesten Zeit, Münster 1870 (Digitalisat)